# 劉亜洲
劉亜洲（りゅう あしゅう、1952年10月19日 - ）は、中華人民共和国の軍人、元中国人民解放軍空軍上将、国防大学第7代政治委員、第3代国家主席李先念の娘婿。

## 経歴
中国人民解放軍の将軍劉建徳の子として中国浙江省寧波市に生まれた。紅衛兵などを経て、武漢大学外国語英語科卒。空軍上将、国防大学政治委員。中国では政治委員の権限が大きいため、国防大学の校長ではないものの、事実上の国防大トップとして紹介される記事も散見する。また、第3代国家主席李先念の娘婿にもあたり、中国共産党では習近平総書記を筆頭にした太子党の主要人物とみなされている。「対日融和政策」を批判し、日本との友好や平和樹立、あるいは日本への憧れに対する徹底した批判を加え抗日運動を起こすようにネットで呼びかけなどをした。また、2010年8月には「大胆諌言」と呼ばれる提言を行った。軍事小説を多数執筆しており、軍部内で人気が高いとされる。2021年、劉が汚職容疑で取調べを受け、粛清の対象になったという報道がなされた。背景には中国共産党内部の派閥抗争があると言われている。2023年3月24日の明報の報道によると、劉は巨額な不正蓄財をしたため、「執行猶予付きの死刑判決」を受ける可能性が高いと複数の北京の関係者が伝えた。

### 経歴年表
- 1970年 中国共産党入党
- 1984年 中国作家協会加入
- 1987年 中国人民解放軍三等功奨章
- 1986年 スタンフォード大学客員研究員（1987年まで）
- 1988年 上校
- 1993年 空軍上校
- 1996年 空軍少将
- 2003年 空軍中将
- 2009年 国防大学政治委員（7代目）
- 2012年 空軍上将
- 2017年 退役

## 家族
妻は、李先念元国家主席の娘で、中国人民対外友好協会会長を務めた李小林。

## 著作
- 陈胜（長編小説）1977、長江出版社
- 秦时月（長編小説）1981、人文出版社
- 短剑忠魂（長編小説）1982、河南人民出版社
- 大山母山别墅（長編小説）1982、福建人民出版社
- 两代风流（長編小説）解放軍文芸出版社
- 中国心（記実文学）1984、陝西人民出版社
- 写给男儿们看的书（小説、報告文学集）1985、文聯出版社
- 女人的名字是弱者吗？（報告文学集）1985、人文出版社
- 一个女人和一个半男人的故事（小説、報告文学合集）1987、人文出版社
- 胡耀邦之死（報告文学）1989、南韓国民日報出版社[4]